# Ericera
La ericera es una construcción tradicional que se realizaba en los propios castañares para almacenar las castañas.

## Usos y tipologías
Los castaños eran vareados a finales de septiembre y en octubre. Mediante unas largas tenazas que evitaban los pinchos de los erizos, las castañas eran recogidas del suelo y colocadas en cestos. Y esos cestos se vaciaban en las ericeras. La castaña se recogía tal como se encontraba en el suelo, es decir, con su erizo. Este se abriría de forma natural en la ericera permitiendo obtener fácilmente el fruto, la castaña propiamente dicha.
Las ericeras son construcciones realizadas con piedra y barro. Su forma solía ser circular u ovalada. Las medidas naturalmente eran muy variables, aunque se ha dicho que las características eran un metro y medio de altura por entre tres y cinco de diámetro. No siempre, pero sí frecuentemente constaban de una entrada que permitía extraer más fácilmente las castañas con rastrillos. Estas entradas se cubrían con losas de piedra. Las ericeras se cubrían con hierbas, ramas o cualquier otro material apropiado que se encontrara en el lugar.
Cuando no había piedra, las ericeras se construían en madera.
Parece que la utilidad fundamental de las ericeras era la conservación de las castañas. En el monte se mantenían aptas para el consumo hasta la primavera. De este modo, las castañas se iban bajando poco a poco, generalmente en caballerías, en función de las necesidades de la casa. Podían conservarse incluso hasta mayo, dando lugar así a las «castañas mayeras». La ericera, además de mantener unas condiciones ambientales óptimas para la conservación de las castañas, impedía que los animales del bosque, sobre todo los jabalíes, se las comieran.
En Asturias la ericera era denominada por lo general "corra" o "corripa" y las tenazas para recoger las castañas "morgaces". La proliferación de hórreos y paneras parece que motivaba que las castañas fueran bajadas a los núcleos de población antes que en otras zonas, sobre mediados de diciembre. 

## Rutas de ericeras
Las ericeras fueron construidas hasta los años 50 del siglo XX. El Ayuntamiento de Orozco ha creado una «ruta de los kirikiñausis» (ericeras en euskera) en la que pueden observarse varias de ellas restauradas. La zona de Orozco era especialmente importante en la producción de castañas. Contaba con el 70 por ciento de las ericeras construidas en el País Vasco y conserva la mitad de las que existen hoy en día.

## Otras construcciones relacionadas con las castañas
Existen otras construcciones relacionadas con las castañas: los «secadores de castañas». Estas construcciones eran mucho más grandes que las ericeras. Estaban pensadas para que los recolectores pudieran vivir en ellas durante la temporada de recogida. Constaban de una planta baja que hacía las funciones de vivienda, y una superior en la que se secaba el fruto. Pueden visitarse en Trives, provincia de Orense.